# Geanine Marques
Geanine Marques (Curitiba, 1973) é uma modelo, atriz e cantora brasileira. A performer trabalha com música desde o fim dos anos 90 e tomou parte do álbum Na Confraria das Sedutoras, de 2008, no qual, juntamente com outras dez artistas (como Pitty,  Alice Braga, Céu e Leandra Leal), deu voz às loucuras masculinas do projeto «3namassa». Em 2004, lançou o CD Carniça, junto com o grupo musical Os Pullovers.
Geanine Marques estudava artes cênicas em Curitiba quando decidiu entrar para o coral da universidade. A vocação rendeu o convite para participar da banda de música eletrônica Les Stop Betty. O passo seguinte foi se mudar para São Paulo em 1993, onde virou modelo por acaso. Com um metro e oitenta e aparência considerada exótica e marcante, a modelo logo viria a se tornar em 1994 a musa inspiradora e fitting model do estilista Alexandre Herchcovitch, de quem foi top model.
Voltou às raízes musicas ao tornar-se vocalista da banda de electro-rock Stop Play Moon, junto com os músicos Paulo Bega e Ricardo Athayde. A banda viria a participar de vários eventos dentro e fora do Brasil, como o Festival Motorola Motomix e o Levi’s Music de 2010, em São Paulo, além de ter feito uma turnê internacional que incluiu Inglaterra e França.
Como atriz, participou do longa-metragem Encarnação do Demônio (2008), no qual interpretou a personagem «Morte».